# Polia, Kalabrien
Polia är en ort och kommun i provinsen Vibo Valentia i regionen Kalabrien i Italien. Kommunen hade 974 invånare (2017).